# Tinus peregrinus
Tinus peregrinus är en spindelart som först beskrevs av Bishop 1924.  Tinus peregrinus ingår i släktet Tinus och familjen vårdnätsspindlar. Inga underarter finns listade i Catalogue of Life.